# Tipula (Acutipula) mannheimsiana
Tipula (Acutipula) mannheimsiana is een tweevleugelige uit de familie langpootmuggen (Tipulidae). De soort komt voor in het Oriëntaals gebied.